# ヴィーラント・ワーグナー (ジャーナリスト)
ヴィーラント・ワーグナー（ドイツ語：Wieland Wagner、1959年 - ）はドイツのジャーナリスト、ドイツの週刊誌『デア・シュピーゲル』誌の特派員。シュレースヴィヒ＝ホルシュタイン州生まれ。

## 経歴
1990年、明治時代(1868-1894)の日本の外交政策に関する博士論文で博士号を取得。1995年から『デア・シュピーゲル』のアジア特派員となり、2004年まで東京・上海に駐在。2010年から北京、2012年からニューデリー、2014年から2018年まで再度東京に駐在、2018年いっぱいで記者生活を終え、ドイツに帰国した。経済危機に見舞われた日本の凋落と貧困を取材したルポルタージュを出版した。

## 著作
- 1990：『明治時代前半(1868-1894)の日本の外交政策．日本の東アジア覇権要求のイデオロギー的・政治的基盤』(フライブルク大学提出の博士論文の出版) [Japans Aussenpolitik in der frühen Meiji-Zeit (1868–1894): die ideologische und politische Grundlegung des japanischen Führungsanspruchs in Ostasien. Steiner, Stuttgart 1990, ISBN 3-515-05571-1, zugleich Diss. Univ. Freiburg (Breisgau) 1990]
- 1997 : 「太平洋戦争の終結」滝田毅編『転換期のヨーロッパと日本』南窓社:253-268.
- 2018：『日本 - 尊厳の凋落．老いゆく国はいかにして未来に向けて格闘するか』[Japan – Abstieg in Würde: Wie ein alterndes Land um seine Zukunft ringt – Ein SPIEGEL-Buch, Deutsche Verlags-Anstalt, München 2018. ISBN 978-3421047946]
- 2018：「かつての経済ワンダーランドの没落」、デア・シュピーゲル・オンライン、2018年12月28日<Spiegel Online: Der Niedergang des einstigen Wirtschaftswunderlands, 28. Dezember 2018>
- 2018：「空気を読む」、『デア・シュピーゲル』2018年12月29日号[Die Luft lesen, in: DER SPIEGEL (Nr. 1/29.12.2018), S. 84–87]
- 2023: 『天皇の遺産 - 世界で最も謎に満ちた君主制と日本の未来のための闘い』（Das Erbe des Tennos : Die geheimnisvollste Monarchie der Welt und das Ringen um Japans Zukunft - Ein SPIEGEL-Buch).
- 2024:  「異言天皇制論　多様性・人権・自由　映す存在に」『朝日新聞』2024年10月3日朝刊(11)